# Nowiki (Grodno)
Nowiki (biał. Новікі, ros. Новики) – dzielnica Grodna na Białorusi, do 2008 roku oddzielna wieś w obwodzie grodzieńskim, w rejonie grodzieńskim.
W dwudziestoleciu międzywojennym miejscowość leżała w Polsce, w województwie białostockim, w powiecie augustowskim, w gminie Łabno. 16 października 1933 utworzyła gromadę Nowiki w gminie Łabno. Po II wojnie światowej weszła w struktury ZSRR.
24 kwietnia 2008 Nowiki włączono w granice Grodna.